# Samsung Galaxy Watch

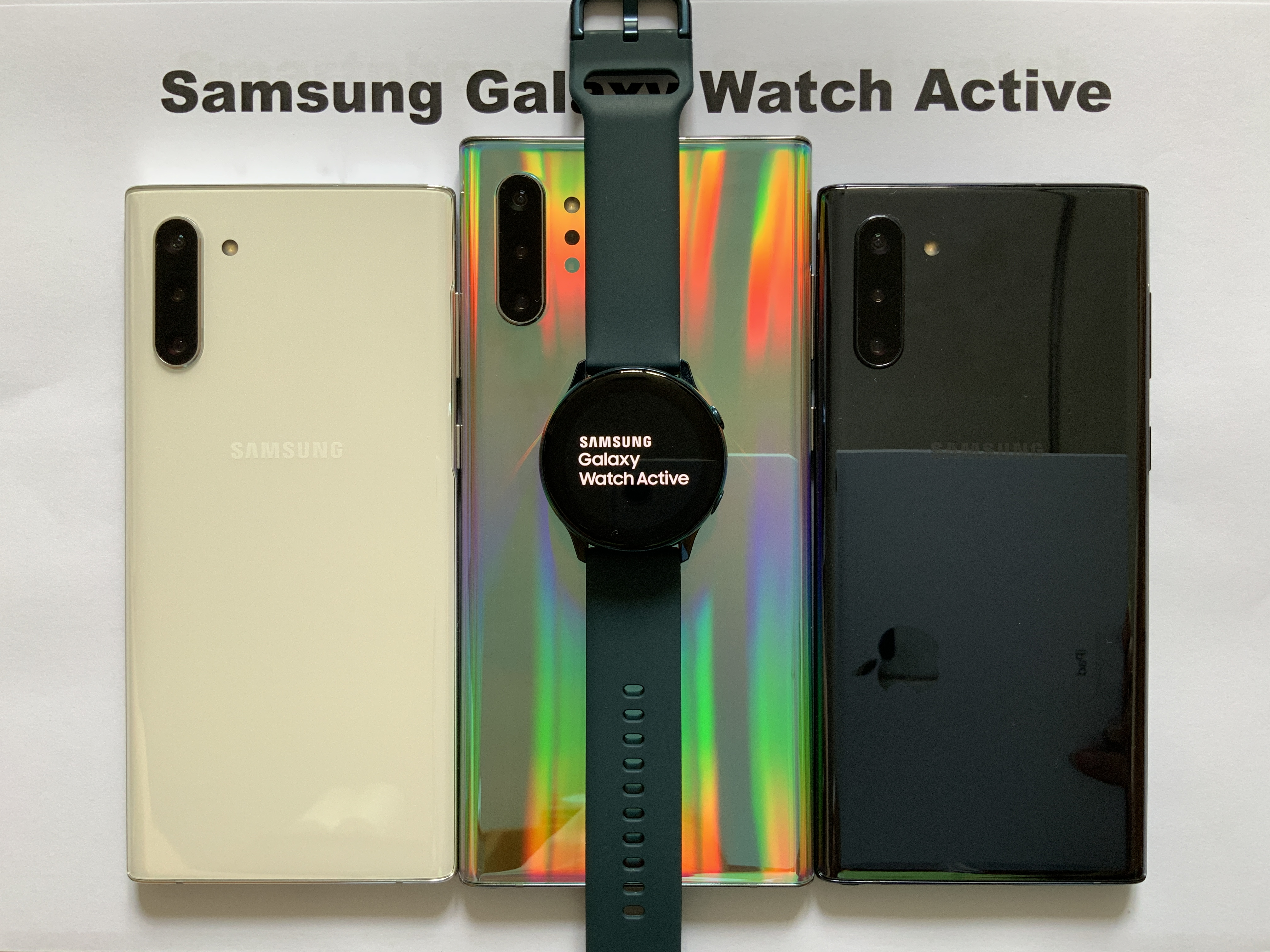
Galaxy Watch Active

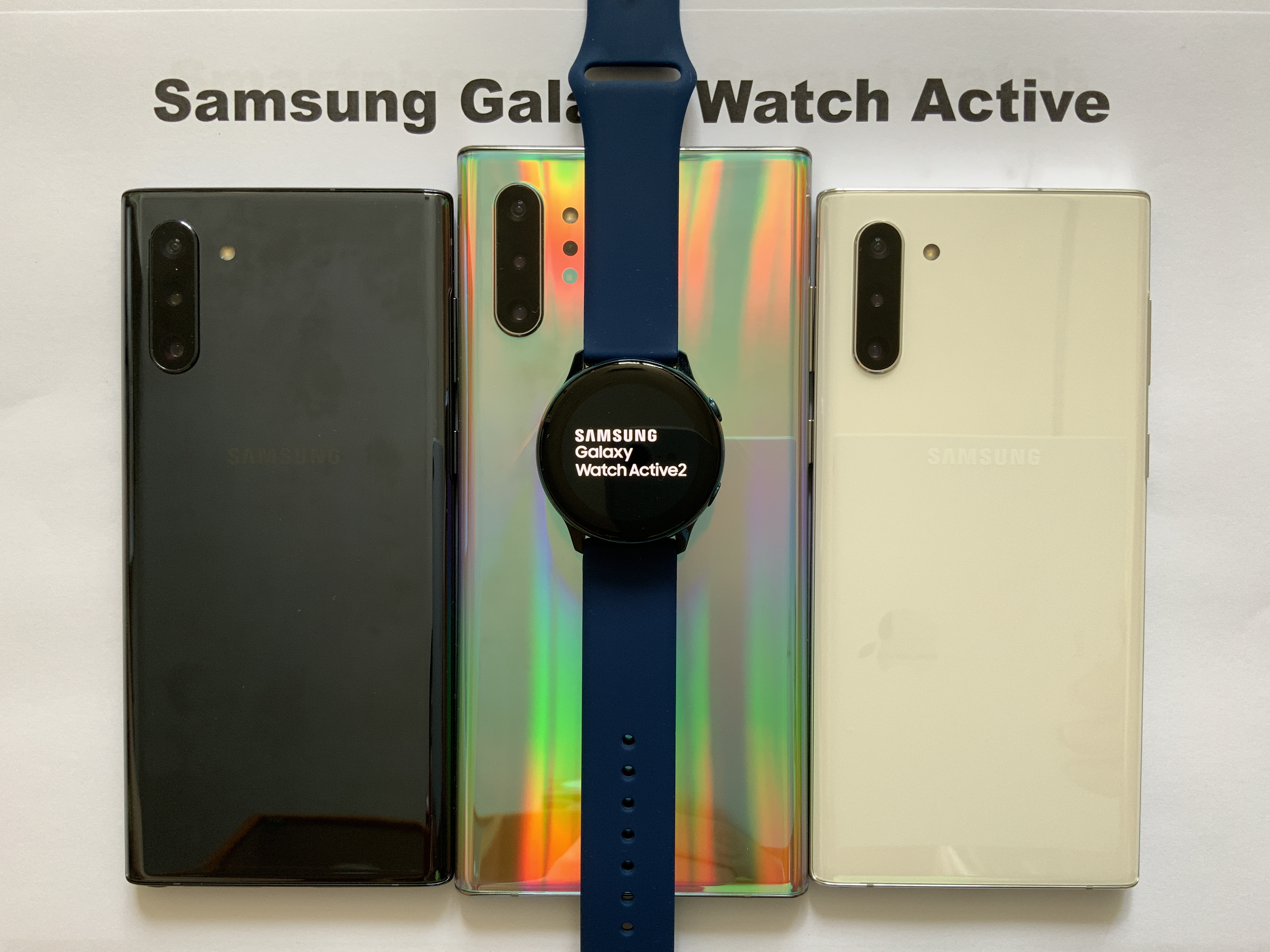
Galaxy Watch Active2

Samsung Galaxy Watch jsou chytré hodinky vyvinuté společností Samsung Electronics. Hodinky byly představeny 9. srpna 2018 na Samsung Galaxy Unpacked 2018 spolu se smartphonem Note 9.

## Specifikace
| Model            | Galaxy Watch 46mm Silver                                                       | Galaxy Watch 42mm Midnight Black Galaxy Watch 42mm Rose Gold                   | Zdroj  |
| ---------------- | ------------------------------------------------------------------------------ | ------------------------------------------------------------------------------ | ------ |
| Displej          | 1.3” (33mm)                                                                    | 1.2” (30mm)                                                                    | [ 11 ] |
| Procesor         | Exynos 9110 Dual core 1.15GHz                                                  | Exynos 9110 Dual core 1.15GHz                                                  | [ 11 ] |
| Operační systém  | Tizen (OS 4.0)                                                                 | Tizen (OS 4.0)                                                                 | [ 11 ] |
| Velikost         | 46mm x 49mm x 13mm                                                             | 41.9mm x 45.7mm x 12.7mm                                                       | [ 11 ] |
| Váha (bez pásku) | 63g                                                                            | 49g                                                                            | [ 11 ] |
| Úložiště         | LTE: 1.5GB RAM + 4GB vnitřní paměti Bluetooth®: 768MB RAM + 4GB vnitřní paměti | LTE: 1.5GB RAM + 4GB vnitřní paměti Bluetooth®: 768MB RAM + 4GB vnitřní paměti | [ 11 ] |
| Baterie          | 472mAh                                                                         | 270mAh                                                                         | [ 11 ] |